# Trigonisca discolor
Trigonisca discolor är en biart som först beskrevs av Johan Nordal Fischer Wille 1965.  Trigonisca discolor ingår i släktet Trigonisca och familjen långtungebin. Inga underarter finns listade i Catalogue of Life.